# 金圣爱
金圣爱（朝鲜语：／，1924年12月29日—2014年9月），原朝鲜最高领导人金日成第3任妻子。

## 生平
出生於平安南道的農民家庭，為家中長女。平壤女子师范学校中途退学。後參與了朝鮮人民軍，擔任金日成的办公室秘書，兩人于1952年结婚。因为正值朝鲜战争，所以没举行正式婚礼。1960年代金圣爱开始作为第一夫人在政治舞台上露面，担任了朝鲜女性总同盟的副委員長和委員長。1980年担任朝鲜最高人民会议常务委员会委员，名义上已是国家领导人。1982年金圣爱又获得金日成勋章，这是朝鲜的最高荣誉。

## 离世
2018年12月12日，香港「流動新聞網」引述韓國韓聯社報導，金聖愛已逝世，死因尚無法確定，享耆壽90歲。

## 家庭
- 夫：金日成（1912－1994）
- 女：金敬淑（1951－）、金經進（1952－）
- 子：金平一（1954年－）、金英一（1955年－2000年）